# Enduro de Le Touquet
Enduro de Le Touquet (en francès: Enduro du Touquet) és el nom que rebé fins al 2005 la cursa de platja coneguda actualment com a Enduropale, disputada a les dunes de la platja normanda de Le Touquet-Paris-Plage, a Pas de Calais. La prova se celebra d'ençà de 1975 anualment el primer diumenge de febrer, i és l'esdeveniment europeu d'enduro més important (tot i que, malgrat el nom, és més aviat una cursa de resistència Tot-Terreny).
L'any 2006, a la vegada que es rebatejà la cursa (el nom actual li ve de la costa on es troba la platja, la Côte d'Opale o Costa d'Òpal) se'n va variar el recorregut amb la intenció de preservar l'espai natural de dunes i, des d'aleshores, discorre també per les platges de Merlimont i Stella-Plage, a banda de la de Le Touquet. Per acabar d'arrodonir el cap de setmana, se celebra també una cursa de quads la vetlla de la prova.

## Història
La idea d'organitzar una cursa d'enduro de masses a les platges de Normandia se li acudí a Thierry Sabine (adjunt de comunicació a l'ajuntament de Le Touquet), tot inspirant-se en les populars curses pel desert que es feien a Nord-amèrica, com ara la Baja 1000 de la Baixa Califòrnia.
La primera edició, el 1975, s'anomenà Enduro des Sables ("Enduro de les sorres") i aplegà 286 participants. Amb els anys, la competició adquirí importància i aviat es convertí en un esdeveniment europeu de primer ordre (amb 1.200 participants el 2005 i 300.000 espectadors habitualment).
L'experiència i èxit assolits amb l'Enduro du Touquet motivaren Thierry Sabine a crear el Ral·li París-Dakar l'any 1979, amb el mateix plantejament de competició oberta a tothom.

## Característiques de L'Enduro du Touquet

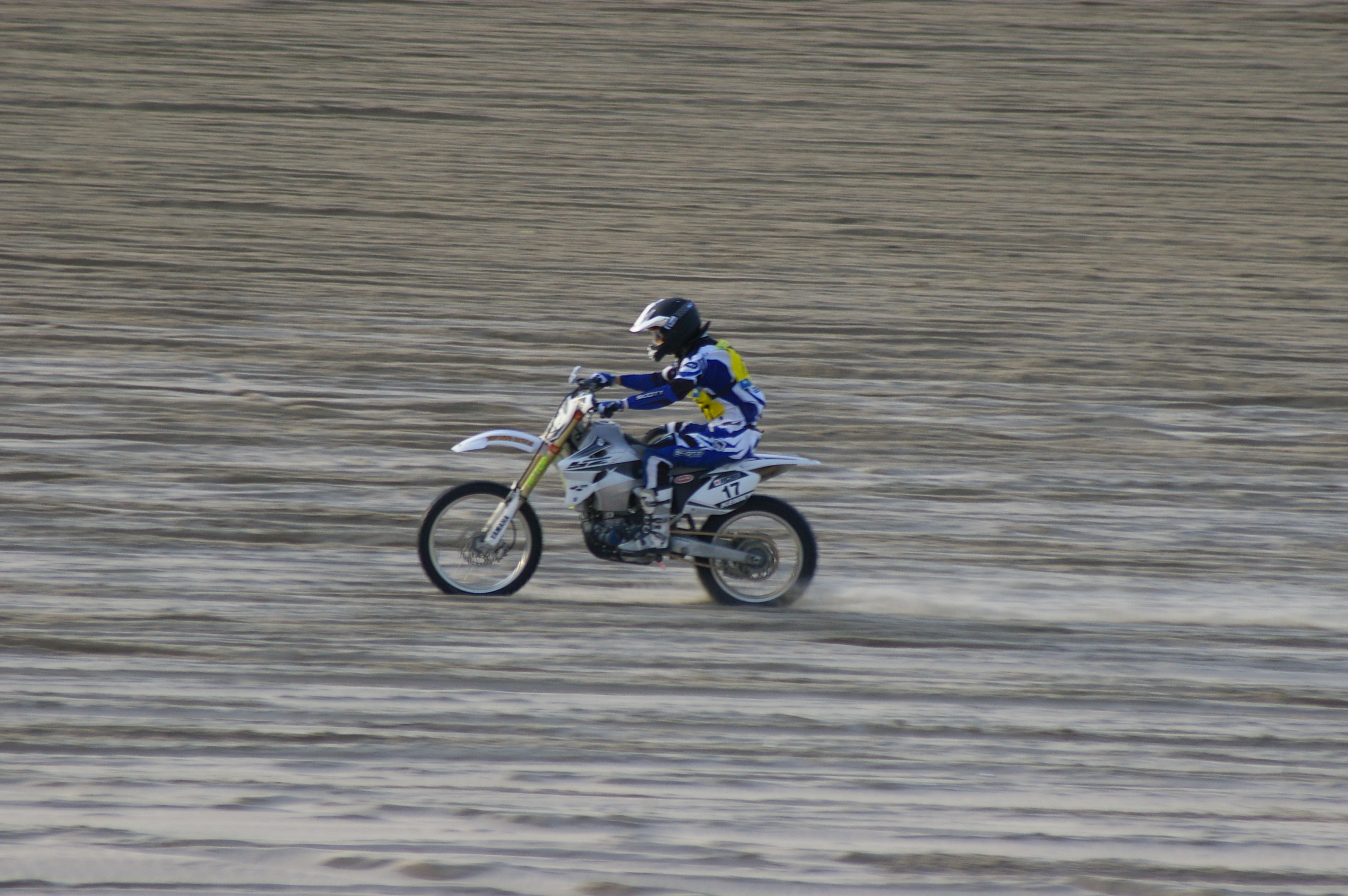
Un participant a l'edició del 2008

La prova se celebrà en 30 ocasions (de 1975 a 1990 ininterrompudament, i de 1992 a 2005). De 1976 a 1981 la cursa es va disputar a dues mànegues, i a partir de 1982 en una de sola, de tres hores de durada. A partir de 1997 s'organitzà una cursa d'idèntic format per a quads, que es disputa el dissabte.
La cursa es desenvolupava al llarg d'un dur circuit que recorria les dunes i la platja, al qual calia fer-hi diverses voltes. Oberta a tothom, afeccionats i professionals, sempre fou molt espectacular, amb nombroses motocicletes que tenien dificultats en travessar les dunes, causant així força embussos i caigudes. A banda, la llarga durada i la dificultat del circuit castigaven molt els competidors i la mecànica. Una altra característica de la històrica cursa era la gran quantitat de públic que atreia, esdevenint un fenomen de concentració de motoristes, fet que per sí sol ja representava una veritable festa de la moto.
El 2005 va esclatar un moviment de protesta ecologista que cercava de prohibir l'esdeveniment, al·legant la degradació de les dunes i la quantitat d'escombraries que deixava el públic assistent. Finalment, els organitzadors reeixiren a conciliar els diferents punts de vista i canviaren l'organització de la cursa, rebatejada com a Enduropale.

## Característiques de L'Enduropale
La cursa, anomenada Enduropale d'ençà del 2006, consisteix ara en una sola mànega al llarg de quinze quilòmetres únicament per la platja, per tal de preservar les dunes. Com a novetat, el guanyador del holeshot (el primer a sortir del primer viratge) rep un premi en metàl·lic (1.500 € el 2007). L'entitat que organitza la prova actualment és l'Enduropale du Touquet Pas-de-Calais Organisation (ETO).
La vetlla de l'Enduropale, la FFM (Fédération française de motocyclisme) organitza la cursa de quads (en condicions molt similars a la de les motocicletes) anomenada ara Quaduro, i una d'una hora i mitja de durada per un circuit més curt, anomenada Enduropale Juniors, adreçada a joves de 14 a 17 anys. Hi ha també les categories Espoirs ("esperances") i Vintage.
El 2007 es va crear una nova prova, el Quaduro'Star, reservat a pilots estel·lars, famosos i periodistes, que no ha tingut gaire continuïtat.

## Llista de guanyadors

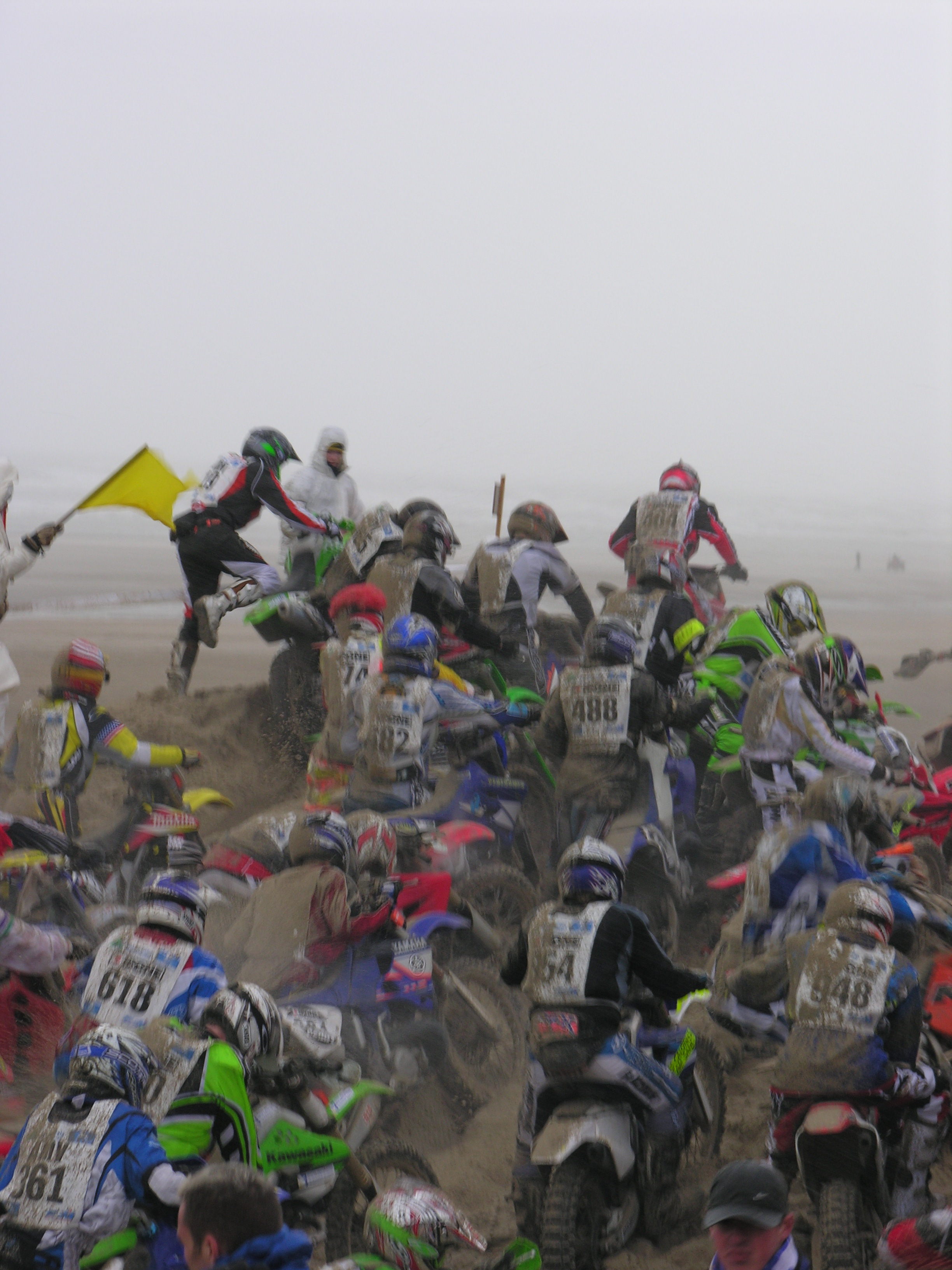
La sortida de l'edició del 2007

A 12 de febrer de 2025

### Enduro / Enduropale
| Any  | Pilot                         | Constructor                   |
| ---- | ----------------------------- | ----------------------------- |
| 1975 | Jacques Vernier               | OSSA                          |
| 1976 | Daniel Péan                   | Maico                         |
| 1977 | Gilles Francru                | Husqvarna                     |
| 1978 | Patrick Drobecq               | Husqvarna                     |
| 1979 | Hakan Carlqvist               | Husqvarna                     |
| 1980 | Serge Bacou                   | Yamaha                        |
| 1981 | Jean-Paul Mingels             | Yamaha                        |
| 1982 | Kees Van Der Ven              | KTM                           |
| 1983 | Kees Van Der Ven              | KTM                           |
| 1984 | Kees Van Der Ven              | KTM                           |
| 1985 | Kees Van Der Ven              | KTM                           |
| 1986 | Kees Van Der Ven              | KTM                           |
| 1987 | Leif Persson                  | Yamaha                        |
| 1988 | Eric Geboers                  | Honda                         |
| 1989 | Eric Geboers                  | Honda                         |
| 1990 | Eric Geboers                  | Honda                         |
| 1991 | No disputat (Guerra del Golf) | No disputat (Guerra del Golf) |
| 1992 | Yann Guedard                  | Kawasaki                      |
| 1993 | Gérard Delpine                | Honda                         |
| 1994 | Jérôme Belval                 | Honda                         |
| 1995 | Arnaud Demeester              | Yamaha                        |
| 1996 | Arnaud Demeester              | Yamaha                        |
| 1997 | David Hauquier                | Honda                         |
| 1998 | Arnaud Demeester              | Yamaha                        |
| 1999 | Jean-Claude Moussé            | Yamaha                        |
| 2000 | Thierry Béthys                | Honda                         |
| 2001 | Thierry Béthys                | Honda                         |
| 2002 | Arnaud Demeester              | Yamaha                        |
| 2003 | Thierry Béthys                | Honda                         |
| 2004 | Jean-Claude Moussé            | Honda                         |
| 2005 | Arnaud Demeester              | Yamaha                        |
|      |                               |                               |
| 2006 | Timoteï Potisek               | Honda                         |
| 2007 | Arnaud Demeester              | Yamaha                        |
| 2008 | Arnaud Demeester              | Yamaha                        |
| 2009 | Timoteï Potisek               | Honda                         |
| 2010 | Mickael Pichon                | Honda                         |
| 2011 | Steve Ramon                   | Suzuki                        |
| 2012 | Jean-Claude Moussé            | Yamaha                        |
| 2013 | Jean-Claude Moussé            | Yamaha                        |
| 2014 | Adrien van Beveren            | Yamaha                        |
| 2015 | Adrien van Beveren            | Yamaha                        |
| 2016 | Adrien van Beveren            | Yamaha                        |
| 2017 | Daymond Martens               | Yamaha                        |
| 2018 | Milko Potisek                 | Yamaha                        |
| 2019 | Nathan Watson                 | KTM                           |
| 2020 | Milko Potisek                 | Yamaha                        |
| 2021 | No disputat (COVID-19)        | No disputat (COVID-19)        |
| 2022 | Milko Potisek                 | Yamaha                        |
| 2023 | Todd Kellet                   | Yamaha                        |
| 2024 | Todd Kellet                   | Yamaha                        |
| 2025 | Todd Kellet                   | Yamaha                        |

1. ↑  El 2006, la prova adoptà el nou nom d'"Enduropale"

#### Guanyadors múltiples
| Rang | Pilot              | Anys                                      | Victòries |
| ---- | ------------------ | ----------------------------------------- | --------- |
| 1    | Arnaud Demeester   | 1995, 1996, 1998, 2002, 2005, 2007 i 2008 | 7         |
| 2    | Kees van der Ven   | 1982, 1983, 1984, 1985 i 1986             | 5         |
| 3    | Jean-Claude Moussé | 1999, 2004, 2012 i 2013                   | 4         |
| 4    | Eric Geboers       | 1988, 1989 i 1990                         | 3         |
| 4    | Thierry Béthys     | 2000, 2001 i 2003                         | 3         |
| 4    | Adrien van Beveren | 2014, 2015 i 2016                         | 3         |
| 4    | Milko Potisek      | 2018, 2020 i 2022                         | 3         |
| 4    | Todd Kellet        | 2023, 2024 i 2025                         | 3         |
| 8    | Timoteï Potisek    | 2006 i 2009                               | 2         |

### Enduropale Juniors
| Any  | Pilot                  | Constructor            |
| ---- | ---------------------- | ---------------------- |
| 2010 | Arnaud Aubin           | Yamaha                 |
| 2011 | Dylan Ferrandis        | Kawasaki               |
| 2012 | Julien Lieber          | KTM                    |
| 2013 | Daymond Martens        | KTM                    |
| 2014 | Ben Watson             | KTM                    |
| 2015 | Maxime Renaux          | Yamaha                 |
| 2016 | Anthony Bourdon        | Husqvarna              |
| 2017 | Jérémy Hauquier        | KTM                    |
| 2018 | Alexis Collignon       | Honda                  |
| 2019 | Mathéo Miot            | KTM                    |
| 2020 | Florian Miot           | KTM                    |
| 2021 | No disputat (COVID-19) | No disputat (COVID-19) |
| 2022 | Quentin Prugnières     | Yamaha                 |
| 2023 | Adrien Petit           | Yamaha                 |
| 2024 | Mathis Valin           | Kawasaki               |
| 2025 | Damien Knuiman         | Gas Gas                |

### Quaduropale
| Any  | Pilots                              | Constructor            |
| ---- | ----------------------------------- | ---------------------- |
| 1997 | Pascal Rochereau Jean-Charles Tonus | Yamaha                 |
| 1998 | W. Van Der Laan Éric Gaillard       | KTM                    |
| 1999 | Pascal Rochereau Jean-Charles Tonus | Yamaha                 |
| 2000 | Gilles Abgrall Alex Brusselers      | EML                    |
| 2001 | Pascal Rochereau Paul Winrow        | Yamaha                 |
| 2002 | Blaise Parent Vincent Pinchon       | Yamaha                 |
| 2003 | Blaise Parent Vincent Pinchon       | Yamaha                 |
| 2004 | Romain Couprie Pascal De Palma      | Yamaha                 |
| 2005 | Blaise Parent                       | Yamaha                 |
| 2006 | Romain Couprie Blaise Parent        | Yamaha                 |
| 2007 | Romain Couprie Blaise Parent        | Yamaha                 |
| 2008 | Romain Couprie                      | Yamaha                 |
| 2009 | Romain Couprie                      | Yamaha                 |
| 2010 | Jérémie Warnia                      | Can Am                 |
| 2011 | Jérémie Warnia                      | Can Am                 |
| 2012 | Jérémie Warnia                      | Can Am                 |
| 2013 | Jérôme Bricheux                     | KTM                    |
| 2014 | Romain Couprie                      | Yamaha                 |
| 2015 | Jérémie Warnia                      | Yamaha                 |
| 2016 | Jérémie Warnia                      | Yamaha                 |
| 2017 | Jérémie Warnia                      | Yamaha                 |
| 2018 | Jérémy Forestier                    | Yamaha                 |
| 2019 | Matthieu Ternynck                   | Yamaha                 |
| 2020 | Randy Naveaux                       | Yamaha                 |
| 2021 | No disputat (COVID-19)              | No disputat (COVID-19) |
| 2022 | Randy Naveaux                       | Yamaha                 |
| 2023 | Randy Naveaux                       | Yamaha                 |
| 2024 | Randy Naveaux                       | Yamaha                 |
| 2025 | Randy Naveaux                       | Yamaha                 |